# Contulma spinosa
Contulma spinosa är en nattsländeart som beskrevs av Ralph W. Holzenthal och Flint in Flint 1991. Contulma spinosa ingår i släktet Contulma och familjen Anomalopsychidae. Inga underarter finns listade i Catalogue of Life.